# (3441) Pochaina
(3441) Pochaina (1969 TS1) – planetoida z pasa głównego asteroid okrążająca Słońce w ciągu 5,48 lat w średniej odległości 3,11 j.a. Odkrył ją Ludmiła Czernych 8 października 1969 roku.